# Georges Marchais
Georges Marchais (La Hoguette, 7 de juny de 1920 - París, 16 de novembre de 1997) fou un polític comunista francès. De jove fou obrer metal·lúrgic, i durant la Segona Guerra Mundial fou deportat a Alemanya pel govern de Vichy en el Servei de Treball Obligatori (STO).
El 1947 s'afilià al Partit Comunista Francès, del qual en fou nomenat secretari general d'ençà del 1972. Tot i que inicialment adoptà a l'eurocomunisme, del qual en fou un dels màxims exponents juntament a Enrico Berlinguer i Santiago Carrillo, tornà a la seva posició tradicional prosoviètica arran de la invasió soviètica de l'Afganistan del 1979. Del 1973 al 1996 fou diputat a l'Assemblea Nacional Francesa.
Impulsà la coalició electoral amb el PSF, que guanyà a les eleccions del 1981, i que donà al PCF alguns ministeris en el govern de François Mittérrand fins a la ruptura amb els socialistes el 1984. A diferència d'altres dirigents comunistes europeus occidentals, fou reticent davant la perestroika de Mikhaïl Gorbatxov a l'URSS, no pogué evitar la davallada electoral del seu partit des de la segona meitat dels anys vuitanta, i el 1994 dimití com a secretari general, oficialment per motius de salut. El seu successor fou Robert Hue.
També fou diputat del Parlament Europeu del 1979 al 1989.

## Obres
- Les communistes et les paysans (1972)
- La politique du Parti Communiste Français (1974)
- Réponses (1977)
- Démocratie (1990)